# Middle Men
Middle Men è un film del 2009 diretto da George Gallo, interpretato da James Caan, Luke Wilson, Giovanni Ribisi, Gabriel Macht.
Il film è stato distribuito nelle sale cinematografiche statunitensi il 6 agosto 2010.

## Trama
Jack Harris, un rispettato uomo d'affari si ritrova coinvolto in un mondo che sta per trasformarsi in un'industria multimiliardaria, quello del porno su internet.